# Darijo Možnik
Darijo Možnik (Zagreb, 5. studenoga 1989. - Zagreb, 22. studenoga 2011.), bio je hrvatski gimnastički reprezentativac, član kluba ZTD "Hrvatski sokol" iz Zagreba. Mlađi brat najboljeg hrvatskog prečaša Marija Možnika.

## Športskakarijera
Gimnastikom se počeo baviti sa sedam godina. Ljubav prema gimnastici rodila se odmah nakon prvog dolaska u dvoranu gdje je trenirao njegov tri godine stariji brat, Marijo Možnik. Taj dan pao je s visoke strunjače i slomio ruku, ali čim se oporavio upisao se u školu gimnastike. Vrlo brzo pokazao je veliki talent i počeo trenirati svaki dan po tri sata.
U hrvatskoj gimnastičkoj reprezentaciji prošao je sve selekcije, a 2008. godine kao član seniorske ekipe na Europskom prvenstvu u Lausanni sudjelovao je u povijesnom rezultatu, kada su Filip Ude i Robert Seligman osvojili srebro i broncu na konju s hvataljkama.
Trenirao je sve sprave (višeboj), a trener mu je bio Željko Jambrović.
Proglašen je za najuspješnijeg sportaša kluba 1999. godine u kategoriji mlađih kadeta, 2001. godine u kadetima, a 2003. godine u juniorima.
Imao je status Vrhunskog sportaša III. kategorije prema kriterijima Hrvatskog olimpijskog odbora.
S profesionalnom karijerom završio je krajem 2008. godine zbog brojnih ozljeda, a posljednja želja bila mu je vratiti se svom sportu, prije svega konju s hvataljkama.

## Športski rezultati
Višebojska prvenstva Hrvatske
- Zagreb, 1999. (mlađi kadet) – 2. mjesto
- Karlovac, 2003. (mlađi junior) – 1. mjesto
- Split, 2004. (junior) – 1. mjesto
- Poreč, 2007. (senior) – 3. mjesto

Pojedinačna prvenstva Hrvatske
- Sisak, 2002. (mlađi junior) – 1. mjesto (preča)
- Poreč, 2005. (junior) – 1. mjesto (konjs hvataljkama)
- Poreč, 2007. (senior) – 1. mjesto (ruče)

Međunarodna natjecanja
- Poreč, 2001. – 2. mjesto (višeboj)
- Kiskunhalas, 2002. – 3. mjesto (višeboj)
- Insbruck, 2003. – 1. mjesto (višeboj)
- Kiskunhalas, 2004. – 2. mjesto (višeboj)
- Poreč, 2005. – 2. mjesto (konj s hvataljkama)
- Poreč, 2007. (senior) – 2. mjesto (konj s hvataljkama)

## Naobrazba
Darijo je 2008. godine završio Tehničku školu Ruđera Boškovića, smjer: tehničar za računalstvo. Iste godine upisao je Kineziološki fakultet u Zagrebu, na kojemu je stigao do treće godine studija.
Tijekom 2009. godine uspješno je završio dva programa Cisco akademije mrežnih tehnologija: CCNA Exploration i CCNA Security.
Završio je tri godine osnovne glazbene škole za klarinet.

## Hobi
U slobodno vrijeme Darijo je igrao nogomet i tenis, a posebno je volio stolni tenis.
Zimi je skijao, a posljednjih nekoliko godina vozio je snowboard.

## Pjesma "Duša"
Tijekom priprema za sakrament krizme, u osmom razredu osnovne škole, Darijo je napisao pjesmu "Duša".
U sklopu natječaja ERATO, za najljepšu hrvatsku lirsku pjesmu, 2004. godine dobio je priznanje Međunarodnog instituta za književnost, za doprinos književno-umjetničkom stvaralaštvu mladih u Republici Hrvatskoj.
DUŠA
Duša je moja vrt, a zove se tako jer
je
daleka.
Visok je zid čuva pa čak i
tajanstvene tratinčice, ruže i trnje.
A njenim bićem struje svete latice
koje jedva čekaju da procvjetaju.
Zove li se ruža, tratinčica,
kakve je građe ne znam reći,
znam je kao sebe i nemam
za nju više ni jedne riječi.

## Preminuo u snu
U utorak, 22. studenog 2011. godine, Darijo je popodne legao u svoj krevet kako bi se odmorio. Više se nije probudio.
Iako nije pokazivao nikakve simptome, ustanovilo se da je imao fibrozu srčanog mišića (miokarda).